# Diogo Figueiras
Diogo José Rosário Gomes Figueiras (Vila Franca de Xira, 1 juli 1991) is een Portugees voetballer die bij voorkeur als rechtsback speelt. Hij verruilde in 2013 Paços de Ferreira voor Sevilla.

## Clubcarrière
Figueiras speelde in de jeugdopleidingen van Vilafranquense en SL Benfica. Hij debuteerde in 2010 voor Pinhalnovense op het derde hoogste niveau in Portugal. Een jaar later trok hij naar Paços de Ferreira, dat hem in januari 2012 uitleende aan Moreirense. Op 18 juli 2013 werd hij voor één miljoen euro verkocht aan Sevilla. Figueiras zette zijn handtekening onder een vierjarig contract in Zuid-Spanje. Hiervoor speelde hij in de volgende twee seizoenen 46 competitiewedstrijden, waarin hij twee keer scoorde. Ook debuteerde hij in het shirt van Sevilla in 2013/14 in de UEFA Europa League, die hij met zijn teamgenoten in zowel 2014 als 2015 won. Sevilla verhuurde Figueiras gedurende het seizoen 2015/16 aan Genoa CFC, de nummer zes van Italië in het voorgaande seizoen.

## Erelijst
| UEFA Europa League | 3x | 2013/14, 2014/15, 2015/16 |